# 대한민국 민법 제1065조
대한민국 민법 제1065조는 유언의 보통방식에 대한 민법 상속법 조문이다.

## 조문
제1065조(유언의 보통방식) 유언의 방식은 자필증서, 녹음, 공정증서, 비밀증서와 구수증서의 5종으로 한다.

第1065條(遺言의 普通方式) 遺言의 方式은 自筆證書, 錄音, 公正證書, 秘密證書와 口授證書의 5種으로 한다.

## 비교 조문
일본민법 제967조(보통의 방식에 의한 유언의 종류) 유언은 자필증서, 공정증서 또는 비밀증서에 의하여 하여야 한다. 다만, 특별한 방식에 의하는 것을 허용하는 경우는 그러하지 아니하다.